# Paris Jets
Stade
Maillots
Champion de France Élite 
1985
Paris Jets était un club français de football américain basé à Paris, puis à Saint-Cloud à partir de 1987. Ce club fondé en 1982 disparait en 1992 en fusionnant avec les Sphinx du Plessis-Robinson.

## Palmarès
- Champion de France : 1985
- Vice-champion de France : 1987 Défaite 75-0 contre les CASTORS, premier match de football américain du championnat de France retransmis par canal +

## Saison par saison
| saison | division | résultat           |
| ------ | -------- | ------------------ |
| 1985   | D1       | Champion           |
| 1986   | D1       | Demi-finaliste     |
| 1987   | D1       | Finaliste          |
| 1988   | D1       | poules             |
| 1989   | D1       | Quart de finaliste |
| 1990   | D1       | poules             |
| 1991   | D1       | poule B            |